# 布彥綽克圖
布彥綽克圖（1866年—1891年），清代卫拉特蒙古土尔扈特贵族，第十任札萨克卓哩克图汗，那木濟勒多爾濟玄孙，喇特那巴咱爾子。
光绪二年（1876年）二月，父喇特那巴咱爾去世，布彥綽克圖十岁袭封。光绪四年（1878年）清朝平定阿古柏之乱，布彥綽克圖带领部落回到尤勒都斯草原，清朝赐银抚恤土尔扈特部落。光绪十年（1884年）正式就任盟长。光绪十一年（1885年），在和通修建新汗王浩特衙门。光绪十七年（1891年）十二月，布彥綽克圖去世。光绪帝赏银五百两为他治丧，诏命其子布彥蒙庫袭封。
| 前任： 喇特那巴咱爾 | 札萨克卓哩克图汗 旧土尔扈特部乌讷恩素珠克图盟盟长 1876年－1891年 | 繼任： 布彥蒙庫 |